# Le occasioni di una signora perbene
Le occasioni di una signora perbene è un film del 1993 diretto da Frank De Niro (alias Pasquale Fanetti).

## Trama
Una giovane donna, che desidera amare ma è costantemente abbandonata, continua la ricerca del suo compagno perfetto.